# Le Val-David
Le Val-David es una localidad y comuna francesa situada en la región de Alta Normandía, departamento de Eure, en el distrito de Évreux y canton d'Évreux-Est.

## Demografía
| 191 | 183 | 344 | 547 | 684 | 744 |
| Para los censos de 1962 a 1999 la población legal corresponde a la población sin duplicidades (Fuente: INSEE [Consultar]) |     |     |     |     |     |

## Administración

### Alcaldes
- Desde marzo de 2008: Monica Lemeilleur
- De marzo de 2001 a marzo de 2008: Jean-Claude Ollivier
- Desde 1977 a marzo de 2001: François Leprince-Ringuet